# Nieuw-Vlaamse Alliantie
Die Nieuw-Vlaamse Alliantie anhörenⓘ (N-VA; deutsch Neu-Flämische Allianz) ist eine separatistische, nationalistisch-rechtskonservative und EU-skeptische Partei, die ein starkes Flandern innerhalb Belgien nach Vorbild des Schweizer Staatsmodell anstrebt. Sie ist 2001 aus der Volksunie entstanden. Diese trennte sich in einen sozial-liberalen Flügel, der sich zur Sociaal-liberale Partij entwickelt hat, und einen regionalistischeren Flügel, die heutige N-VA. Sie ist zeitweise eine Zusammenarbeit mit den flämischen Christdemokraten (CD&V) eingegangen, tritt aber seit 2008 eigenständig bei den Wahlen auf.
Sie ist seit der Wahl 2010 die größte Partei im belgischen Parlament und war von 2014 bis 2018 Teil der Regierungskoalition Michel I. Die Partei sah sich selbst in der politischen Mitte und strebte einen „humanitären Nationalismus“ an. Allerdings hat sie sich weiter nach rechts bewegt und ist nun ein Mitglied in der europäischen Fraktion Europäische Konservative und Reformer, gemeinsam mit weiter rechts von ihr stehenden Parteien wie den italienischen Fratelli d’Italia oder der polnischen PiS.
Seit Januar 2025 ist die N-VA Mitglied der belgischen Regierung, die diesmal in beiden Regionen Belgiens eine Mehrheit hat.

## Geschichte
2000/2001 fanden die Verhandlungen zum Lambermontakkoord statt, das die weitere Föderalisierung Belgiens regelte. Darüber entstand Uneinigkeit in der Volksunie, einer betont flämisch-nationalen sozialliberalen Partei, die zudem seit einiger Zeit unter schlechten Wahlergebnissen litt. Im Gegensatz zur Parteiführung lehnten die Flämisch-Nationalen das Abkommen ab.
Am 13. Oktober 2001 zerfiel die Volksunie in drei Gruppen: die Toekomstgroep des linken Bert Anciaux, die Flämisch-Nationalen sowie Niet splitsen, die Parteimitte, die die Partei weiterführen wollte. Bei einem Parteireferendum erhielt die Flämisch-Nationale Gruppe 47,18 Prozent und erbte die Parteiinfrastruktur. Da es aber weniger als fünfzig Prozent waren, durfte sie den Namen der Partei nicht behalten. Der Anführer der Flämisch-Nationalen, Geert Bourgeois, wurde auch der erste Vorsitzende der N-VA (bis 2004).
Da eine Fünf-Prozent-Hürde eingeführt worden war, hatte die N-VA es bei den föderalen Wahlen von 2003 schwer. Schon in jenem Jahr hatte es Verhandlungen mit Christen-Democratisch en Vlaams gegeben, allerdings wollten die Christdemokraten nicht auf bestimmte flämisch-nationale Ansprüche eingehen. Dennoch schlossen CD&V und N-VA im Februar 2004 eine Kartell-Vereinbarung; damit ist in Belgien ein Zusammengehen bei Wahlen und überhaupt eine starke politische Zusammenarbeit gemeint. Das Kartell war in der N-VA umstritten, wurde aber vor dem Hintergrund schlechter Umfrageergebnisse als unumgänglich angesehen. Als Vlaams Kartel war es bei den flämischen Wahlen 2004 und den lokalen Wahlen 2006 die erfolgreichste politische Gruppierung.
Ende November 2006 trat Jean-Marie Dedecker in die N-VA ein. Der Rechtsliberale war kurz zuvor aus der Open VLD ausgeschlossen worden. Er war umstritten, da er 2002 einen Journalisten in die Zelle des Sexualverbrechers Marc Dutroux gebracht hatte. Wegen dieser und anderer Aktionen war Dedecker beim Kartellpartner CD&V unbeliebt, dieser wollte Dedecker nicht auf der gemeinsamen Wahlliste dulden und machte davon das Kartell abhängig. Die N-VA entschied sich für das Kartell. Dedecker verließ daraufhin die Partei und gründete am 19. Januar 2007 die Lijst Dedecker.
Das erneuerte Kartell war auch bei den föderalen Wahlen 2007 erfolgreich, wurde aber am 22. September 2008 beendet. Am Tag zuvor hatte die Mitgliederversammlung der N-VA der föderalen Regierung das Vertrauen abgesprochen, weil keine Fortschritte in der Staatsreform zu erkennen seien. Der flämische N-VA-Minister trat zurück. Auch ohne Kartell hat die N-VA einen großen Rückhalt in der Wahlbevölkerung, wie das Jahr 2009 gezeigt hat.

## Inhalte
Ihrem Wahlprogramm von 2009 zufolge (flämische Wahlen) stellt die Partei sich als separatistisch und eher wirtschaftsliberal dar. Ganz oben steht für sie die Unabhängigkeit Flanderns von Belgien oder zumindest eine größere, vor allem finanzielle Eigenständigkeit innerhalb des Bundesstaates. Das Bundesbudget solle auf das flämische Budget abgestimmt werden und nicht umgekehrt. Die Partei will mehr Geld für Infrastruktur-Investitionen in Flandern ausgeben, nicht aber für Haushaltslöcher des Bundesstaates. Ziel sei dennoch weiterhin ein ausgeglichener Haushalt.
Die Partei ist für eine Spaltung des Wahlkreises Brüssel-Halle-Vilvoorde und wünscht sich Maßnahmen zur Verstärkung der flämischen Anwesenheit am Flämischen Rand, wie sie es ausdrückt. Dabei geht es um das Phänomen, dass französischsprachige Brüsseler in Vororten wohnen (das heißt, in der Region Flandern, von der Brüssel umgeben wird) und dort auch französischsprachige Schulen usw. haben wollen. In der zweisprachigen Region Brüssel wiederum will die Partei den Unterricht auf Niederländisch fördern und auf die Beachtung der Sprachgesetze pochen, wobei ausdrücklich darauf hingewiesen wird, dass Brüssel die Hauptstadt Flanderns ist.
Innerhalb der Region Flandern will die N-VA die Macht der Gemeinden stärken und dort auch ein konstruktives Misstrauensvotum einführen. Ferner will sie die Wahlpflicht abschaffen. Da die flämische Regierung nicht von bestimmten Software-Produzenten abhängig sein soll, soll sie künftig Open-Source-Software verwenden. Im Verkehr will die NVA den Individualverkehr vermindern, indem das öffentliche Transportsystem ausgebaut wird. Mit einer Besteuerung von Autos nach Kilometerverbrauch sollen die bestehenden Straßen besser genutzt werden. Innerhalb eines ausgewogenen Energiemixes sollen erneuerbare Energien gefördert und die Erderwärmung bekämpft werden. In der Landwirtschaft spricht die NVA sich für die Förderung von Bio-Produkten aus und bemängelt den zu hohen Nitratgehalt im Grundwasser.
In der Außenpolitik ist die N-VA für eine starke Erhöhung der Entwicklungshilfe, konzentriert auf einige Staaten des südlichen Afrikas. In der EU, die zunächst im Allgemeinen positiv gesehen wird, soll sich Flandern zusammen mit anderen autonomen Nationen wie Schottland und Katalonien vereinigen, um in den EU-Einrichtungen direkt Macht auszuüben. Die N-VA ist Mitglied der Europapartei Europäische Freie Allianz, die verschiedene separatistische, Minderheiten- und Regionalparteien vereinigt. Im Europäischen Parlament gehörte sie von 2009 bis Juni 2014 der Fraktion Grüne/EFA an. Innerhalb dieser war sie jedoch die Partei mit der geringsten Gruppenloyalität. Nur in etwa 70 % der Abstimmungen folgte sie der von der grünen Fraktionsspitze empfohlenen Linie. In der vorangegangenen Legislaturperiode (2004–2009) gehörte sie noch mit ihrem damaligen christdemokratischen Kartellpartner der Fraktion der Europäischen Volkspartei und europäischer Demokraten (EVP-ED) an. Nach der Europawahl 2014 wechselte die N-VA in die Fraktion der Europäischen Konservativen und Reformer (ECR). Sie ist jedoch weiterhin Mitglied der Partei Europäische Freie Allianz (EFA), die mit den Grünen eine Parlamentsgruppe bildet.
Sozialpolitisch steht die N-VA für mehr Kindergeld und wünscht sich mehr Möglichkeiten der zusätzlichen bzw. privaten Krankenversicherung. Bei der Einwanderung will die Partei bei Bedarf mehr Zwang, was das Folgen von Sprachkursen angeht. Außerdem sähe sie es gerne, wenn Einbürgerungsmaßnahmen bereits im Herkunftsland griffen.

## Wahlen und Regierungsbeteiligungen
Bei den föderalen Wahlen 2003 reichten 3,06 Prozent (flämischer Anteil) nur für einen Abgeordneten (Geert Bourgeois) in der Kammer. Die N-VA hatte nur im Wahlkreis West-Vlaanderen die Fünf-Prozent-Hürde übersprungen. 2007 trat die Partei im Kartell mit den Christdemokraten an, das in Bezug auf die Kammer auf 29,6 Prozent und 30 Sitze kam (sieben N-VA). Im Senat waren es 31,4 Prozent und neun Sitze (zwei N-VA).
In Flandern erhielt die N-VA 2004, noch im Kartell, sechs Sitze und stellte auch sogleich eine eigene Fraktion. Durch den Weggang von Gino De Craemer zur Lijst Dedecker hatte die Fraktion seit Januar 2009 nur noch fünf Mitglieder. Bei den Wahlen 2009 kam die Partei auf 13,1 Prozent, das sind 16 Sitze. In der Region Brüssel hat die Partei einen Abgeordneten.
Mit neun Prozent der Stimmen errang die N-VA bei der Europawahl in Belgien 2009 einen Sitz im Europäischen Parlament (Frieda Brepoels).

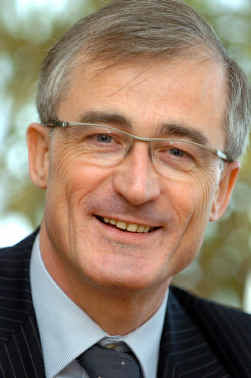
Geert Bourgeois, flämischer Minister

2004 stellte die N-VA mit Geert Bourgeois den flämischen Minister für Verwaltung, Ausland, Medien und Tourismus. Im September 2008 trat er allerdings, nach dem Ende des kartels mit der CD&V, zurück. In der Regierung Peeters II von 2009 wurde Bourgeois abermals Minister in Flandern, und zwar zusätzlich für historische Immobilien und den Flämischen Rand. Außerdem ist er Vize-Ministerpräsident. Neben Bourgeois war seit 2009 auch Philippe Muyters N-VA-Minister in Flandern, unter anderem für die Finanzen.
Bei den Parlamentswahlen 2010 erreichte die N-VA mit 17,4 Prozent der landesweiten Stimmen einen Erdrutschsieg und wurde zur stärksten Partei Belgiens. Die Partei hat nun 27 Sitze in der Kammer. König Albert II. beauftragte den Vorsitzenden der N-VA De Wever mit der Regierungsbildung. Jedoch wollte keine der wallonischen Parteien mit der N-VA koalieren, weil deren Ziel ein unabhängiges Flandern ist. Am 6. Dezember 2011 wurde die Regierung Di Rupo ohne Beteiligung der N-VA gebildet.
Bei den Wahlen von 2014 verstärkte die N-VA ihre Position als stärkste Partei Belgiens. Bei den Parlamentswahlen 2014 erreichte sie 20,3 % und 33 Sitze in der Kammer. Bei der Wahl für das Flämische Parlament holte sie 43 von 124 Sitzen. Geert Bourgeois wurde der neue flämische Ministerpräsident in einer Koalition mit CD&V und Open VLD. Neben Geert Bourgois wurden auch Philippe Muyters und Liesbeth Homans Minister. Zusammen mit MR bildeten diese drei Parteien auch die Regierung Michel I. Seitens der NV-A wurde Jan Jambon Vizepremier und Innenminister, Johan Van Overtveldt Finanzminister und Steven Vandeput Verteidigungsminister. Auch Theo Francken als Staatssekretär für Asyl und Immigration und Elke Sleurs als Staatssekretärin für Armutsbekämpfung, Chancengleichheit, Behinderten- und Wissenschaftspolitik sowie Großstädte sind Mitglied dieser Regierung. Bei der Europawahl in Belgien 2014 erreichte die N-VA im niederländischsprachigen Wahlgremium 26,7 % und 4 Abgeordnete.
Vor den allgemeinen Wahlen 2024 entschied sich die N-VA, auch in Wallonien zu kandidieren. Spitzenkandidat für die N-VA in der Wallonie wurde Drieu Godefridi, ein konservativer Unternehmer und Publizist aus Brüssel. Godefridi war selbst nicht Mitglied der N-VA, vertrat aber dieselben Standpunkte wie die N-VA in Bezug auf den Konföderalismus und die weitere Föderalisierung Belgiens. Frankophone Kommentatoren bezweifelten jedoch, dass der sehr kontroverse Godefridi die geeignete Person sei.
Am 31. Januar 2025 wurde bekannt, dass die N-VA die neue Regierung Belgiens anführen soll. Premierminister wurde Bart De Wever. Er führt eine Regierung an, die außerdem aus dem liberalen Partei MR, den Christdemokraten (Les Engagés und CD&V) sowie den flämischen Sozialdemokraten in einer Arizona-Koalition regiert (Regierung De Wever).

## Einschätzung als regionalistische Partei
Walter De Smedt schätzte 2018 in Knack die N-VA als deutlich rechter als die frühere Volksunie ein, obwohl die N-VA sich rechtlich als Nachfolgerin betrachten darf. Sie habe aber den Pazifismus (in der Tradition der IJzerbedevaart), Chancengleichheit und Raum für politisches Asyl beiseite geschoben. De Wever habe 2001 zwar von der Aufklärung als Kompass für die Identität gesprochen. Das habe zu einer möglichen Koalition mit den Liberalen gepasst. Die Identitätspolitik der N-VA unterscheide sich aber kaum noch vom Vlaams Belang.
Bram Wauters und Nicolas Bouteca haben 2016 die ideologischen Meinungen unter den Parteimitgliedern untersucht. Sie gehen zunächst von der N-VA als einer regionalistischen Partei aus. Es habe sich gezeigt, dass die N-VA wesentlich regionalistischer als die alte Volksunie. Sie sei also flämisch nationaler, strebe mehr nach Autonomie. Neue Mitglieder seien im Autonomiestreben weniger radikal: Ohne diesen neuen Mitglieder würde die N-VA sich noch stärker von der Volksunie unterscheiden.
Wie es für eine solche Partei in wohlhabenden Regionen typisch ist, werden in der Partei eher rechte Standpunkte vertreten. Rechts ist die Partei auf sozioökonomischen Gebiet (Wirtschaftswachstum), bei der Einwanderungsfrage und bei postmateriellen Themen wie dem Umweltschutz.
Allerdings erweisen sich die Mitglieder bei moralisch-ethischen Themen als durchaus progressiv, progressiver als die Volksunie. Das sind Themen wie die Homosexuellen-Ehe und weiche Drogen. Dieser Befund passe zum heutigen Mainstream in der flämischen Gesellschaft, der ähnlich progressiv denke. Typisch für eine Regionalpartei versuche die N-VA eben eine catch-all-Partei zu sein, die möglichst viele regionalistisch denkende Menschen anzieht. Die Partei sei auch durch die neuen Mitglieder progressiver geworden.

## Wahlergebnisse
| Jahr | Stimmen   | Anteil | Mandate | Platz |
| ---- | --------- | ------ | ------- | ----- |
| 2004 | 1.060.580 | 26,1 % | 6/124 1 | 1.    |
| 2009 | 537.040   | 13,1 % | 16/124  | 5.    |
| 2014 | 1.339.946 | 31,9 % | 43/124  | 1.    |
| 2019 | 1.052.252 | 24,8 % | 35/124  | 1.    |
| 2024 | 1.045.607 | 23,9 % | 31/124  | 1.    |

| Jahr | Stimmen | Anteil | Mandate | Platz |
| ---- | ------- | ------ | ------- | ----- |
| 2004 | 10.482  | 2,31 % | 0/89 4  | 9.    |
| 2009 | 2.586   | 0,56 % | 1/89    | 11.   |
| 2014 | 9.075   | 1,96 % | 3/89    | 10.   |
| 2019 | 12.578  | 2,74 % | 3/89    | 8.    |
| 2024 | 9.571   | 2,04 % | 2/89    | 9.    |

| Jahr | Stimmen   | Anteil | Mandate | Platz |
| ---- | --------- | ------ | ------- | ----- |
| 2003 | 201.399   | 3,1 %  | 1/150   | 8.    |
| 2007 | 1.234.950 | 18,5 % | 5/150 2 | 1.    |
| 2010 | 1.135.617 | 17,4 % | 27/150  | 2.    |
| 2014 | 1.366.073 | 20,3 % | 33/150  | 1.    |
| 2019 | 1.086.787 | 16,0 % | 25/150  | 1.    |
| 2024 | 1.167.061 | 16,7 % | 24/150  | 1.    |

| Jahr | Stimmen   | Anteil | Mandate | Platz |
| ---- | --------- | ------ | ------- | ----- |
| 2003 | 200.273   | 3,1 %  | 0/40    | 8.    |
| 2007 | 1.287.389 | 19,4 % | 2/40 3  | 1.    |
| 2010 | 1.268.780 | 19,6 % | 9/40    | 1.    |

| Jahr | Stimmen   | Anteil | Mandate | Platz |
| ---- | --------- | ------ | ------- | ----- |
| 2004 | 1.131.119 | 17,4 % | 1/24 4  | 1.    |
| 2009 | 402.545   | 6,1 %  | 1/22    | 8.    |
| 2014 | 1.123.363 | 16,9 % | 4/21    | 1.    |
| 2019 | 1.123.355 | 14,2 % | 3/21    | 1.    |
| 2024 | 995.868   | 14,0 % | 3/22    | 2.    |